# Calliphora fulviceps
Calliphora fulviceps är en tvåvingeart som beskrevs av Wulp 1881. Calliphora fulviceps ingår i släktet Calliphora och familjen spyflugor. Inga underarter finns listade i Catalogue of Life.